# Вебер, Ханс
Йохан «Ханс» Вебер (нем. Johann «Hans» Weber; 8 сентября 1934, Лозанна — 10 февраля 1965, Лозанна) — швейцарский футболист, играл на позиции полузащитника. Участник чемпионата мира 1962 года.

## Биография

### Клубная карьера
Дебютировал за «Базель» в Национальной лиге A 24 сентября 1950 года в матче 3-го тура против «Серветта» — матч закончился со счётом 2:2. Через неделю, 1 октября в матче против «Ла-Шо-де-Фон» забил свои первые голы за «Базель» — он оформил дубль и «Базель» выиграл со счётом 4:1. В своём первом сезоне за «красно-синих» Вебер сыграл 5 матчей и забил 3 гола.
В сезоне 1952/53 в составе «Базеля» выиграл чемпионский титул. После пяти сезонов в составе «Базеля», Вебер перешёл в «Лозанну». Отыграв два сезона за «Лозанну», Вебер вернулся в «Базель», за который играл в течение семи с половиной сезонов. 2 ноября 1957 года в матче Кубка Швейцарии против «Ольтена» во втором тайме оформил пента-трик (5 голов за матч) — «Базель» выиграл 8:0. В 1963 году в составе «красно-синих» Вебер стал обладателем Кубка Швейцарии. Всего за «Базель» в общей сложности, включая товарищеские матчи, сыграл 380 матчей и забил 68 голов.

### Карьера в сборной
Дебютировал за сборную Швейцарии 5 января 1956 года в товарищеском матче со сборной Саара — матч завершился со счётом 1:1.
Входил в состав сборной Швейцарии на чемпионате мира 1962 года, где сыграл в трёх матчах сборной на групповом этапе, которые завершились поражениями швейцарцев. Всего за сборную Швейцарии сыграл 24 матча и забил 1 гол.

### Смерть
Скончался от рака 10 февраля 1965 года в довольно молодом возрасте — ему было 30 лет.

## Достижения
«Базель»
- Чемпион Швейцарии (1): 1952/53
- Обладатель Кубка Швейцарии (1): 1962/63